# Lutz Sperling
Lutz Sperling (* 14. Januar 1939) ist ein deutscher Ingenieurwissenschaftler.

## Leben und Wirken
Lutz Sperling studierte theoretische und angewandte Mechanik an der Hochschule für Schwermaschinenbau Magdeburg und war von 1956 bis 1961 Wissenschaftlicher Assistent. 1966 wurde er mit einem Beitrag zur allgemeinen Theorie der Selbstsynchronisation umlaufender Unwuchtmassen im Nichtresonanzfall zum Dr.-Ing. promoviert; 1980 habilitierte er sich mit der Schrift Analytische Näherungsmethoden zur Untersuchung nichtlinearer, stochastisch erregter Systeme.
1992 erhielt er einen Ruf auf den Lehrstuhl für Technische Dynamik und Schwingungslehre an der Otto-von-Guericke-Universität Magdeburg und war ebenda Direktor des Instituts für Mechanik. Sperling war nach der Wende aktiv an der demokratischen Erneuerung des Hochschulwesens in der ehemaligen DDR beteiligt. 2004 wurde er als Hochschulprofessor emeritiert.
Seit 2004 ist er Professor für Naturphilosophie an der Gustav-Siewerth-Akademie in Weilheim-Bierbronnen. Er ist Mitglied des Hochschulsenates der Gustav-Siewerth-Akademie sowie verantwortlicher Leiter des Hochschulverlages.
Lutz Sperling, der zu DDR-Zeiten aktiver Katholik war, hat sich seit seiner Jugend mit dem dialektischen Materialismus sowie mit dem materialistisch-atheistischen Weltbild sowie mit Fragen zwischen christlichem Glauben und Naturwissenschaft befasst.
Lutz Sperling ist verheiratet und hat vier Kinder.